# Canal da Nicarágua
Canal da Nicarágua (em castelhano:  Canal de Nicaragua) é uma proposta de rota de navegação para conectar o Mar do Caribe (e, portanto, o Oceano Atlântico) com o Oceano Pacífico através da Nicarágua. Os cientistas estavam preocupados com o impacto ambiental do projeto, já que o Lago Nicarágua é o principal reservatório de água doce da América Central. Além disso, a viabilidade do projeto foi questionada por engenheiros e especialistas em navegação.

## História

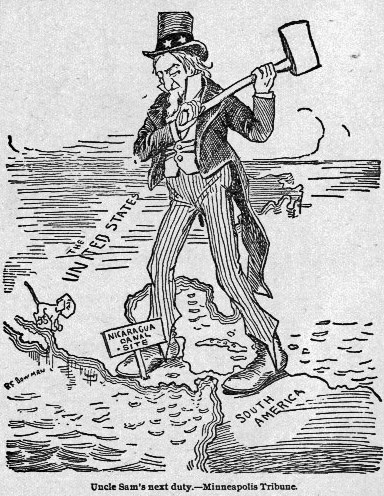
Cartum de 1895 defendendo a ação dos EUA para a construção do Canal da Nicarágua

A construção de um canal usando o Rio San Juan como via de acesso ao Lago Nicarágua foi proposta pela primeira vez no início da era colonial. Os Estados Unidos abandonaram os planos de construir uma hidrovia na Nicarágua no início do século XX, depois que compraram as participações francesas no Canal do Panamá.
Em junho de 2013, a Assembleia Nacional da Nicarágua aprovou um projeto de lei para conceder 50 anos de concessão para financiar e gerenciar o projeto para o Canal da Nicarágua Investment Development HK (HKND), chefiada por Wang Jing, um homem de negócios chinês. A concessão poderia ter sido prorrogada por mais 50 anos após a entrada em operação da hidrovia.
Em 2015, relatos da mídia sugeriram que o projeto seria adiado e possivelmente cancelado após a drástica diminuição da riqueza pessoal de Wang, como resultado do crash do mercado de ações chinês em 2015-16. "Grandes obras" como dragagem deveriam ocorrer após o acabamento de um cais do Oceano Pacífico, cuja construção estava planejada para começar no final de 2016. O governo da Nicarágua não apresentou informações confiáveis sobre se ou não o projeto pode ser financiado, levantando dúvidas sobre sua conclusão. O Grupo HKND afirmou que o financiamento viria de dívidas e vendas de ações e uma potencial oferta pública inicial (IPO).
Em maio de 2017, nenhuma ação concreta havia sido tomada para construir o canal e mais dúvidas foram expressas sobre seu financiamento.  Em fevereiro de 2018, os analistas consideraram amplamente o projeto como extinto, embora o chefe do projeto insistisse que o trabalho estava em andamento. Com isso, o HKND reteve os direitos legais de concessão para o canal, bem como projetos laterais. Apesar do desaparecimento do HKND, o governo da Nicarágua indica que prosseguirá com as desapropriações de 908 km2 em terras secas em qualquer lugar da Nicarágua, de acordo com a Lei 840 do Canal de expropriação de terras.